# やらなきゃ! ヘイリー
『やらなきゃ! ヘイリー（英語: Hailey's On It!）』は、アメリカ合衆国のディズニーチャンネルで2023年6月8日から放送されているディズニー・テレビジョン・アニメーション製作のテレビアニメ。日本では2024年1月27日からディズニーチャンネルで放送されている。2024年9月8日に第18話・第19話が放送されて以降、2025年4月現在も新エピソードは無く放送は休止している。
プロデューサーはデビン・バンジェ（Devin Bunje）とニック・スタントン（Nick Stanton）。

## ストーリー
ヘイリー・バンクスは、賢い頭を持った14歳の少女。でも、トラブルメーカーみたいに危険をおかすことはとても苦手なこと。世界の平和を守るために、楽しいことや面白いことなど、やることリストに全て書き写していく。

## 登場人物
ヘイリー・バンクス (Hailey Banks)
声 - アウリイ・クラヴァーリョ / 水瀬いのり
14歳のハワイの女の子、危ないことが苦手。世界を救うため、やることリストで不安や恐れを乗り越える。
スコット・デノガ（Scott Denoga）
声 - マニー・ジャシント / 君成田晃佑
14歳のフィリピン系韓国人の男の子。ヘイリー・バンクスの親友で、恐怖から世界を救うためにヘイリーとキスをすることになる。
ベータ（Beta）
声 - ゲイリー・アンソニー・ウィリアムズ / 間宮康弘
ヘイリーのAIロボット。
カオスボット
声 - ? / 鳥越まあや
ルーシー
声 - ? / 鳥越まあや
ティーナ
声 - ? / 鳥越まあや
AC
声 - ジョシュ・ブレナー / 観世智顕
教授
声 - サラ・チョーク / 千種春樹
レベッカ＝ベッカー・デノガ
声 - ジュディ・アリス・リー / 塚田悠衣
カイ・バンクス
声 - クーパー・アンドリュース / 佐々木祐介
ヘイリーのお父さん
リンダ
声 - ? / 上田佳耶

## 各話リスト
| 話数 | 邦題                                                   | 原題                                                           | 米国放送日     | 日本放送日    |
| ---- | ------------------------------------------------------ | -------------------------------------------------------------- | -------------- | ------------- |
| 1    | 友情の始まり                                           | "The Beginning of the Friend"                                  | 2023年6月8日   | 2024年1月27日 |
| 2    | ベータと魚／大西部の伝説                               | "Beta'd and Hooked" / "The Wild, Wild Mess"                    | 2023年6月8日   | 2024年1月27日 |
| 3    | 砂のお城／幕を下ろすな!                                | "The Last Sand" / "The Show Must Go Wrong"                     | 2023年6月9日   | 2024年2月11日 |
| 4    | キューブパズルの夜／コスプレのヒーロー                 | "Cubix Dudes" / "Cos-played"                                   | 2023年6月9日   | 2024年2月18日 |
| 5    | 旅は道連れ／恐怖の脱出ゲーム!                          | "Road Trippin'" / "Escape Doom"                                | 2023年6月9日   | 2024年2月25日 |
| 6    | ゴーゴー!フラミンゴ／スプラッターの舞台裏              | "The Flamingo Must Flamin-Go" / "Splatter of the Bands"        | 2023年6月9日   | 2024年3月3日  |
| 7    | おじいちゃんの灯台／ママのブレイクダンス               | "Bringing Home the Beacon" / "Dance Like No Mom is Watching"   | 2023年7月1日   | 2024年3月3日  |
| 8    | クリスティーンのパーティー／ザ・パッフルズ             | "Kristine-ceañera" / "The Puffle Kerfuffle"                    | 2023年7月1日   | 2024年3月3日  |
| 9    | ヘイリーはチアリーダー／カニの女王                     | "Flippin' Out" / "Smells Like Queen Spirit"                    | 2023年7月8日   | 2024年3月3日  |
| 10   | ワイルドなキャッツ／コンサートはOKポップ               | "Catching Felines" / "It's All Gonna Be OK-Pop"                | 2023年7月8日   | 2024年3月3日  |
| 11   | UFオーッ!                                              | "U.F. Whoa!"                                                   | 2023年7月15日  | 2024年4月27日 |
| 12   | 元気の出る島／パーティーのキス                         | "Seas the Day" / "Kissed Opportunities"                        | 2023年7月22日  | 2024年4月27日 |
| 13   | ジュラシック・ジャーニー／山のスライダー               | "Sight for Dinosaur Eyes" / "Along for the Slide"              | 2023年7月29日  | 2024年7月27日 |
| 14   | 革ジャンのヘイリー／カニのピンチ                       | "Leather Jacket Hailey" / "In a Pinch"                         | 2023年8月5日   | 2024年7月27日 |
| 15   | オナラ大戦／ディングルズの真実                         | "The Fart of War" / "Who Let the Dogs Out? (Hailey)"           | 2023年8月12日  | 2024年7月27日 |
| 16   | ベータとお掃除ロボ／迷えるヘイリー                     | "Beta's Gonna Hate" / "The A-maize-ing Maze"                   | 2023年9月29日  | 2024年7月27日 |
| 17   | お泊まり会の大事件／トランポリンの鷹                   | "I Know What You Did Last Slumber" / "Lady and the Trampoline" | 2023年10月14日 | 2024年7月27日 |
| 18   | スコットのサンドイッチ／正直ヘイリー                   | "Scott's on a Roll" / "Bye Bye Birdies"                        | 2023年10月14日 | 2024年9月8日  |
| 19   | フランクのバードショー／ボウリング場の戦い             | "Frankly Fabulous" / "The Pin is Mightier Than the Swole"      | 2023年10月21日 | 2024年9月8日  |
| 20   |                                                        | "We Wish You a Merry Chaos-mas"                                | 2023年12月1日  |               |
| 21   | オーシャンサイドの人魚／ブルーハウス!?                 | "Mer-Made in Oceanside" / "Full House (of Bugs)"               | 2024年3月16日  | 2024年9月8日  |
| 22   | フィールド・オブ・ファウル／マジシャン：インポッシブル | "The Umpire Strikes Back" / "Magician: Impossible"             | 2024年3月23日  | 2024年9月8日  |
| 23   |                                                        | "Bad Bear Deay" / "2001: A Spouse Odyssey"                     | 2024年3月30日  |               |
| 24   |                                                        | "The Saw-Shank Redemption" / "No More Mr. Rice Guy"            | 2024年4月6日   |               |
| 25   |                                                        | "When Squeeples Attack" / "Cool Intentions"                    | 2024年4月13日  |               |
| 26   |                                                        | "Out of Body Slam Experience" / "Get Whale Soon"               | 2024年4月20日  |               |
| 27   |                                                        | "How Kristine Goat Her Groove Back" / "Oceanside's 11"         | 2024年4月27日  |               |
| 28   |                                                        | "Student of the Weak" / "Smother Knows Best"                   | 2024年5月4日   |               |
| 29   |                                                        | "The Biggest Luger" / "An Imposter is Born"                    | 2024年5月11日  |               |
| 30   |                                                        | "I Wanna Dance with My Buddy"                                  | 2024年5月18日  |               |

## 日本語版スタッフ
- 訳詞 - 小西のりゆき[11]
- 翻訳 - いずみつかさ
- 演出 - 佐々木由香
- 音楽演出 - 木村聡子[11][12]
- 録音制作 - スタジオ・エコー

## 配信
アメリカでは2023年6月9日からDisney+で配信されていたが、2024年9月27日には削除された。音声・字幕は多言語対応で両方とも日本語も選べたが、日本では配信されることはなかった。